# Liez (Vendée)
Liez ist eine französische Gemeinde mit 296 Einwohnern (Stand: 1. Januar 2022) im Département Vendée, in der Région Pays de la Loire. Saint-Sigismond gehört zum Arrondissement Fontenay-le-Comte und zum Kanton Fontenay-le-Comte (bis 2015: Kanton Maillezais).

## Lage
Liez liegt etwa 18 Kilometer westlich von Niort im Marais Poitevin und dem Venise Verte. Das Gemeindegebiet gehört zum Regionalen Naturpark Marais Poitevin. Umgeben wird Liez von den Nachbargemeinden Saint-Pierre-le-Vieux im Norden und Nordwesten, Bouillé-Courdault im Norden und Osten, Benet im Osten, Saint-Sigismond im Süden sowie Maillezais im Westen.

## Bevölkerungsentwicklung
| 1962                      | 1968 | 1975 | 1982 | 1990 | 1999 | 2006 | 2013 |
| 321                       | 272  | 238  | 223  | 221  | 225  | 253  | 264  |
| Quelle: Cassini und INSEE |      |      |      |      |      |      |      |

## Sehenswürdigkeiten
- Kirche Notre-Dame, seit 1994 Monument historique

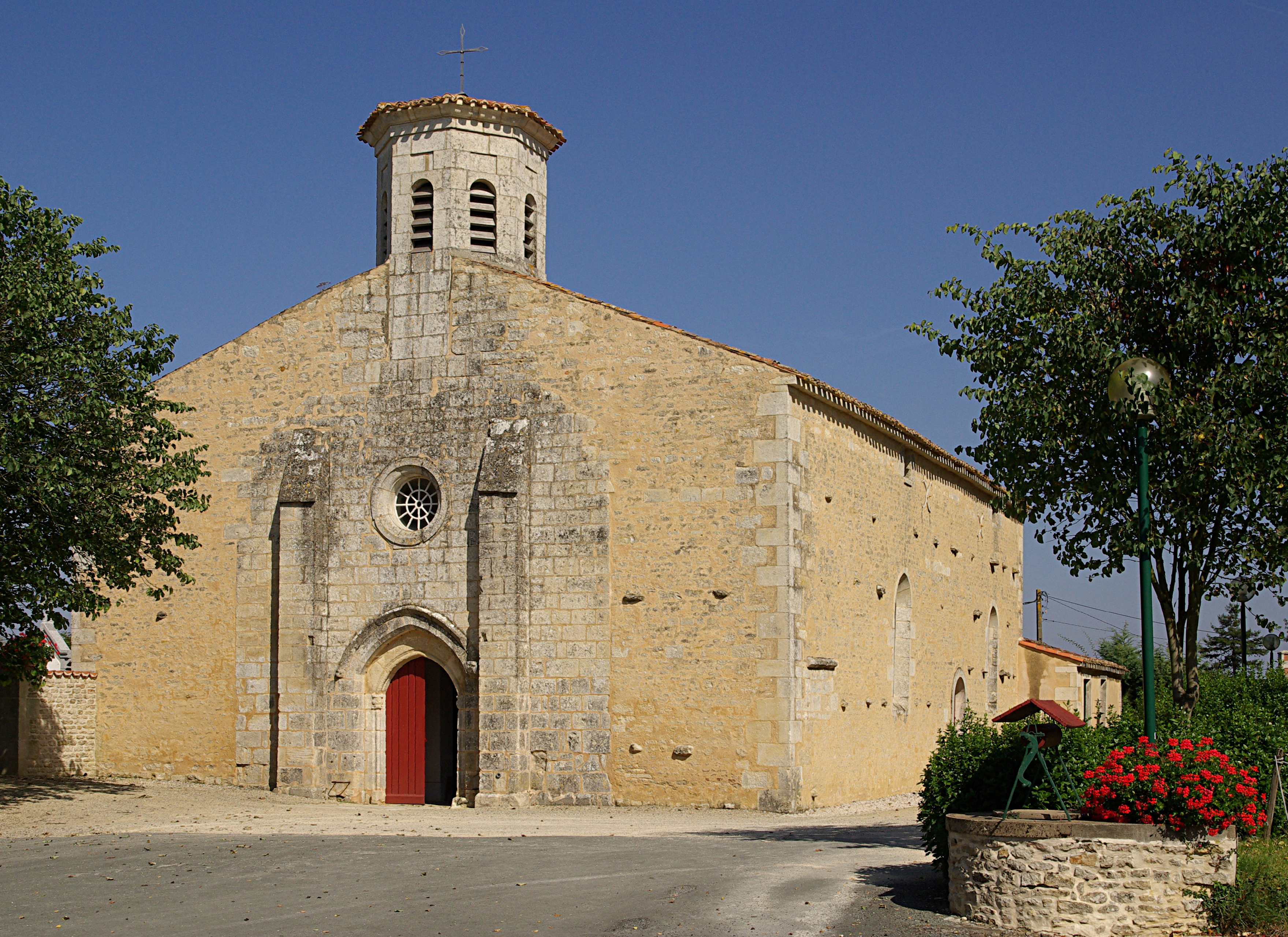
Kirche Notre-Dame